# For the Sake of Revenge
For the Sake of Revenge is de tweede live-cd van Sonata Arctica. De originele tracks komen van de cd's Reckoning Night, Winterheart's Guild, Silence en Ecliptica.

## CD Tracklist
1. Intro (Prelude For Reckoning)
2. Misplaced
3. Blinded No More
4. FullMoon / White Pearl Black Oceans...
5. Victoria's Secret
6. Broken
7. 8th Commandment
8. Shamandalie
9. Kingdom For A Heart
10. Replica
11. My Land
12. Black Sheep
13. Gravenimage
14. Don't Say A Word
15. The Cage
16. Vodkaa (Hava Nagila)
17. San Sebastian *

## DVD track listing
1. Intro (Prelude for Reckoning)"
2. Misplaced"
3. Blinded No More"
4. FullMoon" (incl. extract from "White Pearl, Black Oceans")
5. Victoria's Secret"
6. Broken"
7. 8th Commandment"
8. Shamandalie"
9. Kingdom for a Heart"
10. Replica"
11. My Land"
12. Black Sheep"
13. Sing in Silence"
14. The End of This Chapter"
15. San Sebastian"
16. The End of This Keyboard" / -sing-along
17. Gravenimage"
18. Don't Say a Word"
19. The Cage"
20. Vodka" / "Hava Nagila" -sing-along
21. Draw Me" (outro)